# Arnold Azrikan

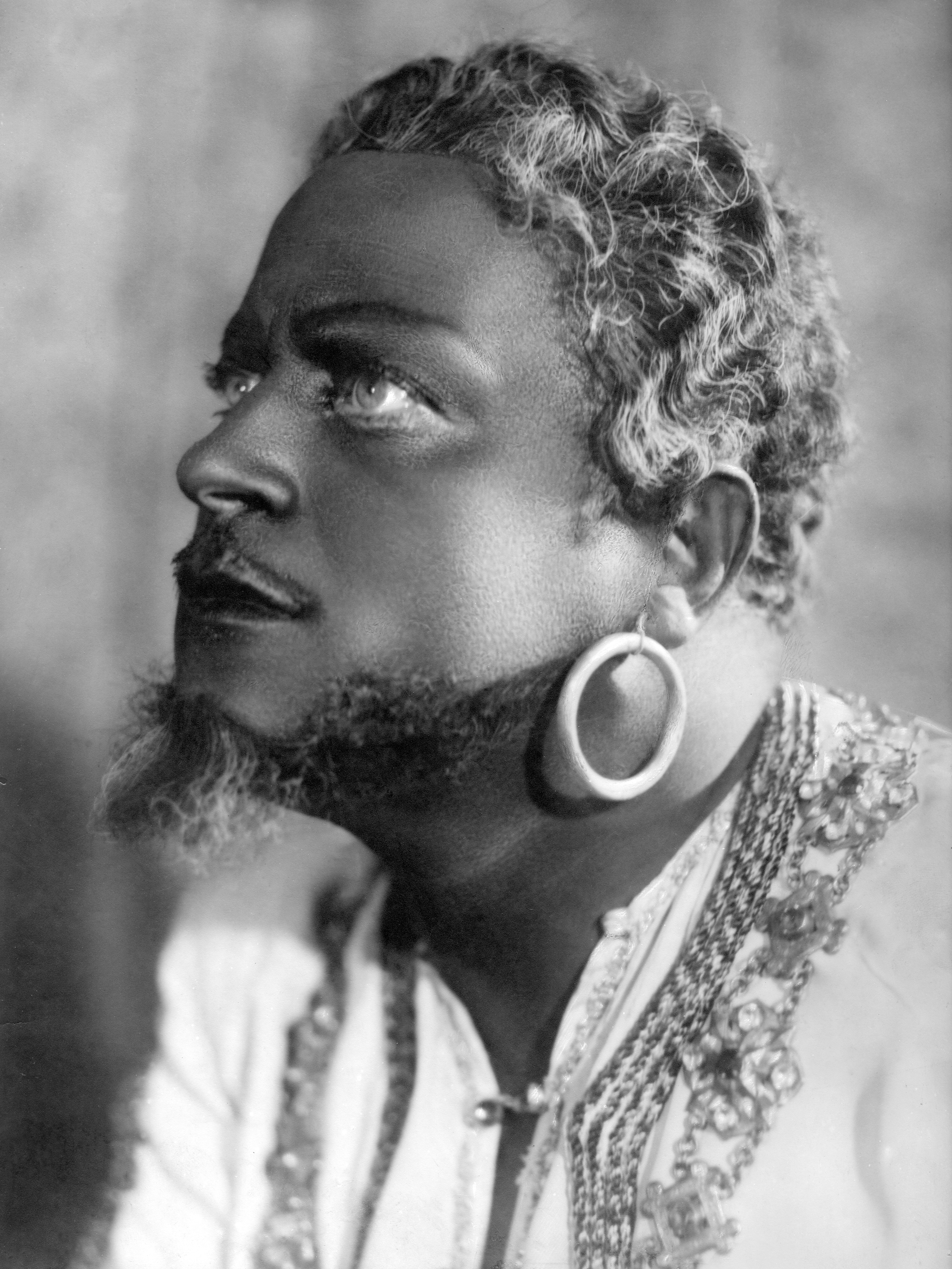
Arnold Azrikan jako Otello

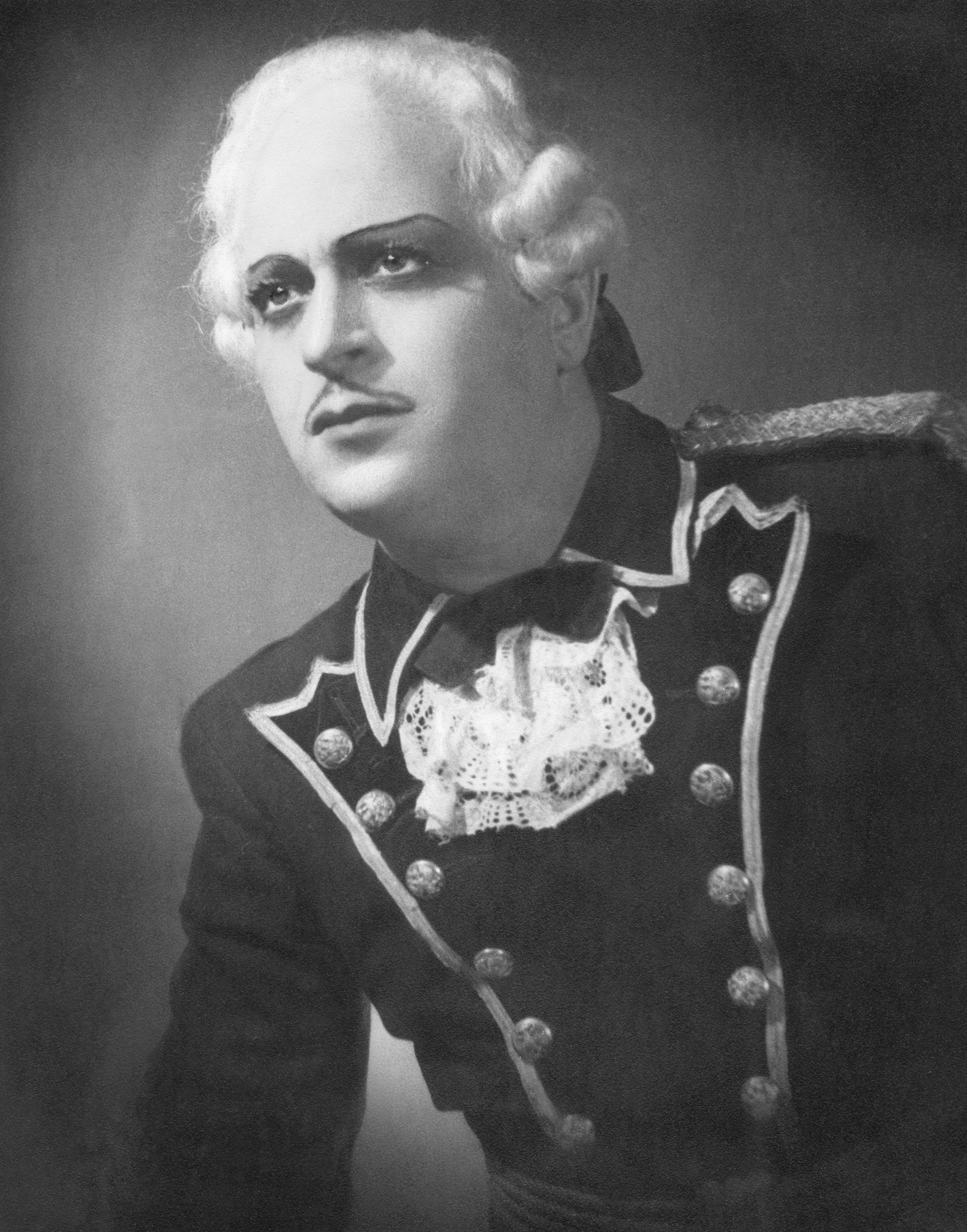
Arnold Azrikan jako Herman w operze Dama pikowa

Arnold Grigorjewicz Azrikan (ros. Арнольд Григорьевич Азрикан; ur. 1906, zm. 1976) – ukraiński i rosyjski śpiewak operowy (tenor dramatyczny). Zasłużony Artysta Ukraińskiej SRR (1940). Laureat Nagrody Stalinowskiej (1946).
Spektakle z jego udziałem to m.in. „Dama Pikowa”, „Carmen”, „Otello” oraz „Aida”.

## Nagrody i odznaczenia
- Zasłużony Artysta Ukraińskiej SRR (1940)
- Nagroda Stalinowska (1946)